# Apotolamprus metallicus
Apotolamprus metallicus är en skalbaggsart som beskrevs av Olivier Montreuil 2008. Apotolamprus metallicus ingår i släktet Apotolamprus och familjen bladhorningar. Inga underarter finns listade i Catalogue of Life.